# 歯科矯正学
歯科矯正学（しかきょうせいがく、英語：orthodontics）は、歯学の一分野で、歯、及び顎骨の移動によって不正咬合の機能回復を行うための研究、分析、治療する学問である。単に矯正学とも呼ばれる。歯列矯正が大きな位置を占める。